# Jérôme Franssen

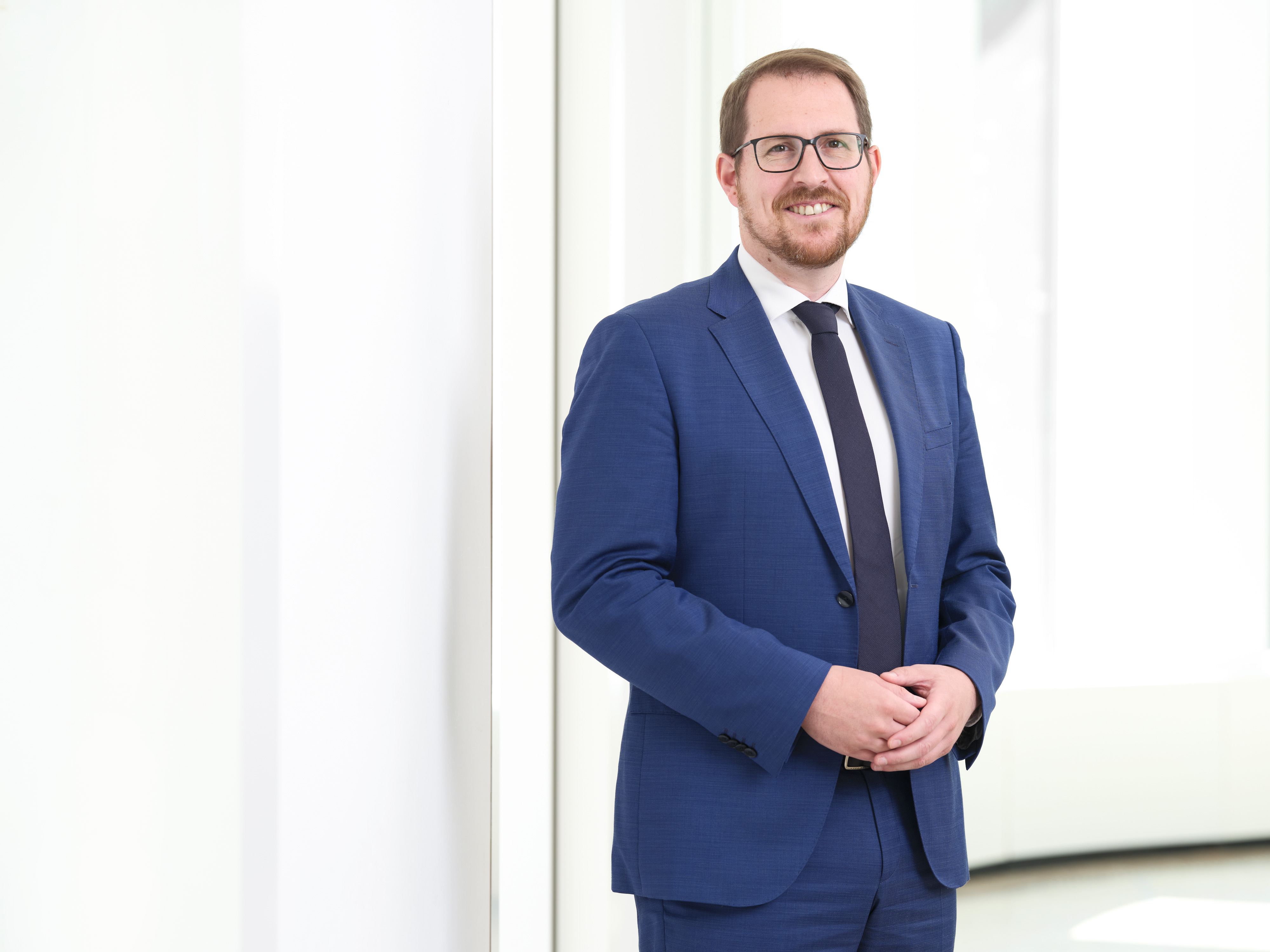
Jérôme Franssen (2024)

Jérôme Franssen (* 5. Juni 1982) ist ein belgischer Politiker der CSP Ostbelgien. Er ist seit 2020 der Parteipräsident der CSP Ostbelgien. Seit 2024 ist Franssen Minister für Unterricht, Ausbildung und Beschäftigung in der Deutschsprachigen Gemeinschaft.

## Lebenslauf
Jérôme Franssen studierte an der Johann Wolfgang Goethe-Universität Frankfurt am Main und an der RWTH Aachen. Dort beendete er das Studium der Geschichte, Politikwissenschaft und Philosophie (Magister Artium).
Anschließend war Franssen Sekundarschullehrer in St. Vith.
Von Februar 2017 bis April 2021 war Franssen Mitglied des Parlaments der Deutschsprachigen Gemeinschaft. Im Jahre 2021 übernahm Franssen das Amt des Bürgermeisters der Gemeinde Raeren.
Bei den Wahlen Gemeinschaftswahlen der Deutschsprachigen Gemeinschaft am 9. Juni 2024 wurde Franssen als Listenführer der CSP Ostbelgien erneut in das Parlament der Deutschsprachigen Gemeinschaft gewählt. Daraufhin legte er sein Amt als Bürgermeister der Gemeinde Raeren nieder und wurde Minister für Unterricht, Ausbildung und Beschäftigung in der Deutschsprachigen Gemeinschaft.